# Вольная борьба на летних Олимпийских играх 1936 — до 56 кг
Соревнования по вольной борьбе в рамках Олимпийских игр 1936 года в легчайшем весе (до 56 килограммов) прошли в Берлине с 2 по 5 августа 1936 года в «Германском Зале». 
Турнир проводился по системе с начислением штрафных баллов. За чистую победу штрафные баллы не начислялись, за победу по очкам борец получал один штрафной балл, за поражение по очкам со счётом 2-1 два штрафных балла, за поражение со счётом 3-0 или чистое поражение — три штрафных балла. Борец, набравший пять штрафных баллов, из турнира выбывал. Тот круг, в котором число оставшихся борцов становилось меньше или равно количеству призовых мест, объявлялся финальным, и борцы, вышедшие в финал, проводили встречи между собой. В случае, если они уже встречались в предварительных встречах, такие результаты зачитывались. Схватка по регламенту турнира продолжалась 15 минут.
В легчайшем весе боролись 14 участников. В весе была большая конкуренция: принимали участие такие спортсмены, как Эдён Зомбори — действующий олимпийский вице-чемпион, чемпион Европы 1931 и 1934 годов, Марчелло Ниццола — действующий олимпийский вице-чемпион по греко-римской борьбе и чемпион Европы 1935 года по вольной борьбе, Аатос Яскари — бронзовый призёр предыдущих игр, Херман Тувессон — трёхкратный чемпион Европы по греко-римской борьбе и двукратный европейский призёр по вольной борьбе. 
И соревнования действительно прошли в напряжённой борьбе. Все прогнозируемые претенденты пробивались к финалу встречаясь друг с другом, проигрывая и выигрывая. После пятого круга остался один из признанных борцов, Эдён Зомбори. Пару ему в финале составил малоизвестный в Европе американец Росс Флуд. Зомбори не оставил Флуду никаких шансов в финале. Бронзовая медаль была вручена выбывшему в пятом круге Йоханнесу Херберту, у которого было на один штрафной балл меньше, чем также выбывшего в пятом круге Хермана Тувессона. При этом Тувессон по ходу турнира победил и Херберта и даже будущего чемпиона Зомбори, но остался за чертой призёров.  

## Призовые места
- Эдён Зомбори
- Росс Флуд
- Йоханнес Херберт

## Первый круг
| Штрафных баллов | Участник 1       | Результат    | Участник 2        | Штрафных баллов |
| --------------- | ---------------- | ------------ | ----------------- | --------------- |
| 1               | Рэй Казу         | 3-0          | Кодзиро Тамба     | 3               |
| 0               | Йоханнес Херберт | Туше (4:15)  | Ахмет Чакырйылдыз | 3               |
| 0               | Эдён Зомбори     | Туше (10:30) | Густав Ляпорт     | 3               |
| 0               | Марчелло Ниццола | Туше (5:30)  | Антонин Нич       | 3               |
| 1               | Херман Тувессон  | 3-0          | Аатос Яскари      | 3               |
| 0               | Цезарь Гаудгард  | Туше (6:43)  | Шанкаррао Торат   | 3               |
| 1               | Росс Флуд        | 3-0          | Энрике Хурадо     | 3               |

## Второй круг
| Штрафных баллов | Участник 1        | Результат   | Участник 2       | Штрафных баллов |
| --------------- | ----------------- | ----------- | ---------------- | --------------- |
| 4               | Ахмет Чакырйылдыз | 2-1         | Кодзиро Тамба    | 5               |
| 0               | Йоханнес Херберт  | Туше (7:14) | Рэй Казу         | 3               |
| 3               | Густав Ляпорт     | Туше (1:16) | Антонин Нич      | 6               |
| 1               | Эдён Зомбори      | 2-1         | Марчелло Ниццола | 2               |
| 1               | Херман Тувессон   | Туше (9:49) | Цезарь Гаудгард  | 3               |
| 3               | Аатос Яскари      | Туше (3:43) | Энрике Хурадо    | 6               |
| 1               | Росс Флуд         | Туше (4:50) | Шанкаррао Торат  | 6               |

## Третий круг
| Штрафных баллов | Участник 1        | Результат   | Участник 2       | Штрафных баллов |
| --------------- | ----------------- | ----------- | ---------------- | --------------- |
| 4               | Ахмет Чакырйылдыз | Туше (5:06) | Цезарь Гаудгард  | 6               |
| 0               | Йоханнес Херберт  | Туше (3:45) | Густав Ляпорт    | 6               |
| 2               | Херман Тувессон   | 3-0         | Эдён Зомбори     | 4               |
| 4               | Аатос Яскари      | 3-0         | Марчелло Ниццола | 5               |
| 1               | Росс Флуд         | Туше (8:21) | Цезарь Гаудгард  | 6               |

## Четвёртый круг
| Штрафных баллов | Участник 1      | Результат   | Участник 2        | Штрафных баллов |
| --------------- | --------------- | ----------- | ----------------- | --------------- |
| 4               | Эдён Зомбори    | Туше (5:45) | Ахмет Чакырйылдыз | 7               |
| 3               | Херман Тувессон | 2-1         | Йоханнес Херберт  | 2               |
| 1               | Росс Флуд       | Туше (5:24) | Аатос Яскари      | 7               |

## Пятый круг
| Штрафных баллов | Участник 1   | Результат    | Участник 2       | Штрафных баллов |
| --------------- | ------------ | ------------ | ---------------- | --------------- |
| 4               | Эдён Зомбори | Туше (12:47) | Йоханнес Херберт | 5               |
| 2               | Росс Флуд    | 3-0          | Херман Тувессон  | 6               |

## Финал
| Штрафных баллов | Участник 1   | Результат    | Участник 2 | Штрафных баллов |
| --------------- | ------------ | ------------ | ---------- | --------------- |
|                 | Эдён Зомбори | Туше (12:40) | Росс Флуд  |                 |